# Wysoka (Harta)
Wysoka – część wsi Harta w Polsce, położona w województwie podkarpackim, w powiecie rzeszowskim, w gminie Dynów.
W latach 1975–1998 Wysoka administracyjnie należała do województwa przemyskiego